# Тонкошуровская волость
Тонкошуровская во́лость — административно-территориальная единица, входившая в состав Новоузенского уезда Самарской губернии. Образована в 1871 году в границах Тонкошуровского колонистского округа
Административный центр - село Тонкошуровка.
Население волости составляли преимущественно немцы, католики и лютеране.
В период до установления советской власти волость имела аппарат волостного правления, традиционный для таких административно-территориальных единиц Российской империи.
Волость располагалась в северо-западной части Новоузенского уезда, по обеим сторонам от реки Большой Караман. Согласно карте уездов Самарской губернии 1912 года на юге волость граничила с Калужской, Нижне-Караманской и Покровской волостями, на западе и востоке - с Красноярской волостью, на севере - с Николаевским уездом.
Территория бывшей волости является частью земель Советского, Марксовского и Энгельсского районов Саратовской области (административный центр области — город Саратов).

## Состав волости
| № | Населённые пункты (без хуторов)         | Население (1889 год) | Население (1910 год) | Преобладающие национальности, вероисповедания | Современное состояние                                     |
| - | --------------------------------------- | -------------------- | -------------------- | --------------------------------------------- | --------------------------------------------------------- |
| 1 | село Крутояровка (Граф)                 | 1875                 | 1871                 | немцы, католики                               | не существует                                             |
| 2 | село Липовка (Шефер)                    | 2194                 | 2993                 | немцы, лютеране                               | село, Энгельсский район                                   |
| 3 | село Липов Кут (Урбах)                  | 2094                 | 2869                 | немцы, лютеране                               | село Фурмановка, Марксовский район                        |
| 4 | село Осиновка (Рейнгардт)               | 1646                 | 2135                 | немцы, лютеране                               | село, Энгельсский район                                   |
| 5 | село Отроговка (Мечетная, Луй)          | 3599                 | 4856                 | немцы, католики                               | рабочий посёлок Степное (районный центр), Советский район |
| 6 | село Раскаты (Роледер)                  | 1623                 | 2527                 | немцы, католики                               | село Раскатово, Марксовский район                         |
| 7 | село Суслы (Герцог)                     | 1678                 | 1953                 | немцы, католики                               | не существует                                             |
| 8 | село Тонкошуровка (Мариенталь, Дубовый) | 5572                 | 6663                 | немцы, католики                               | рабочий посёлок Советское, Советский район                |

В начале 1918 года из Тонкошуровской волости были выделены 2 Караманская и Отроговская волости. В Караманскую волость вошли шесть немецких сел: Альт-Урбах, Герцог, Граф, Рейнгардт, Роледер, Шефер. Остроговскую волость составило село Отроговка (Луй). В Тонкошуровской волости осталось село Тонкошуровка (Мариенталь). 8 марта 1919 года, в связи с образованием первой немецкой автономии, все эти три  волости были переданы Трудовой Коммуне области немцев Поволжья. 